# One Less Lonely Girl
Sangen "One Less Lonely Girl" blev lavet af teenageidolet Justin Bieber, og blev uploadet på YouTube, den 6. oktober 2009. Den modtog en ære på YouTube. Sangen blev skrevet og produceret af Biebers mentor, Usher, samt Ezekiel Lewis, Balewa Muhammad fra (sangskrivergruppen The Clutch), og A -Rex duo Sean Hamilton og Hyuk Shin. Crystal Bell fra Billboard gav sangen en generelt positiv anmeldelse. Sangen er fra albummet My World, som udkom 17. november 2009. Når Bieber optræder til koncerter, er der to af hans hjælpere, der vælger en pige blandt publikum, og hun bliver spurgt, om hun vil op på scenen til sangeren. Hvis pigen siger ja, kommer hun med backstage, og derefter kommer hun op på scenen. Når Bieber begynder at synge, giver han pigen en buket røde roser og begynder at danse flirtende med hende. 